# Железничка станица Голубићи
Железничка станица Голубићи је једна од станица музејско-туристичког комплекса Шарганска осмица.
Раније, станица није постојала, већ је направљена за потребе филма „Живот је чудо”, а данас се користи као туристичка атракција. на самој станици је видиковац Девојачка стена, са које се пружа поглед према Белој води и Мокрој Гори. 
За потребе филма Живот је чудо направљена је станица Голубићи која се данас користи као туристичка атракција. 